# Peniophorella echinocystis
Peniophorella echinocystis ist eine Ständerpilzart aus der Familie der Fältlingsverwandten (Meruliaceae). Er bildet teppichartige, membranöse Fruchtkörper von weißlicher Farbe aus und wächst auf Totholz von Laubbäumen. Die Art ist in weiten Teilen Europas verbreitet, gilt aber als selten.

## Merkmale

### Makroskopische Merkmale
Peniophorella echinocystis besitzt das für die Gattung Peniophorella typische, resupinate, membranös-wachsartige Fruchtkörpern mit kleinen, hervorstehenden Zähnen oder Warzen. Sie sind gelbweißlich bis cremefarben, die 1–2 mm langen Zähne hingegen sind bräunlich. Das Hymenium ist abseits der Zähne glatt und lässt unter der Lupe keine Poren oder hervortretende Zystiden erkennen, was sie von Rindenpilzen (Hyphoderma spp.) unterscheidet.

### Mikroskopische Merkmale
Wie Peniophorella-Arten ist die Hyphenstruktur von Peniophorella echinocystis monomitisch, weist also nur generative Hyphen auf. Die 3–4 µm breiten Hyphen sind hyalin, dünnwandig und stark verzweigt, die Septen weisen stets Schnallen auf. Die Zystiden sind zylindrisch und stumpf. Sie treten mit 30–50 × 6–8 µm nicht aus der Fruchtschicht hervor. Die Basidien der Art sind keulenförmig, besitzen vier Sterigmata und messen 25–30 × 5–7 µm. An der Basis besitzen sie eine Schnalle. Ihre Sporen sind wurstförmig, hyalin und dünnwandig. Sie messen 9–12 × 2,5–3 µm und sind nicht amyloid.

## Verbreitung
Die bekannte Verbreitung der Art umfasst weite Teile Europas, sie gilt jedoch überall als selten oder wenig häufig.

## Ökologie
Peniophorella echinocystis wächst auf morschem, meist entrindetem und abgefallenem Totholz von Laubbäumen. Er bevorzugt feuchte, laubreiche Wälder als Habitat.